# Лим, Фредди
Лим Чхьёнгцо (кит. трад. 林昶佐, пиньинь Lín Chǎngzuǒ; хокло Lîm Tshióng-tsò) также известный как Фредди Лим (англ. Freddy Lim) — политический деятель Китайской Республики, активист за независимость Тайваня, музыкант. Член Законодательного Юаня с 2016 года. Является вокалистом тайваньской хэви-метал группы Chthonic, а также группы Metal Clone X, основанной им вместе с американским гитаристом Марти Фридманом. Лим занимал пост председателя Amnesty International Taiwan с 2010 по 2014 год. Был одним из основателей партии «Новая сила» и её председателем в 2015 году.

## Биография

### Ранние годы
В студенческие годы Фредди Лим был ярым сторонником объединения Китая, так как в школе учился по учебникам, ориентированным на объединение. Из-за тревожности, диагностированной в школьные годы, не мог служить в армии.

### Музыкальная карьера

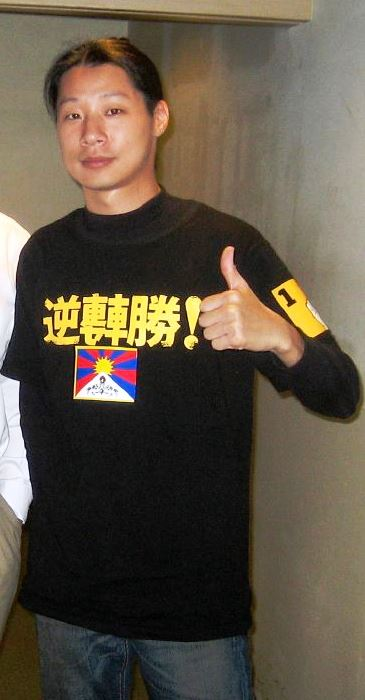
Фредди Лим в 2008 году

В 1995 году Лим создал группу Chthonic, учась на втором курсе университета, стараясь подчеркнуть свою идентичность как тайваньца.
Англоязычное имя Фредди он взял в честь Фредди Крюгера. До 2011 года на сцене Лим выступал в образе «Левого лица Мараду» и носил раскраску в виде трупа, изображая Паткачьёна, героя тайваньского фольклора.
Вместе с участницей Chthonic и своей женой Дорис Е, Лим основал Taiwan Rock Alliance и, как соучредитель The Wall, помог организовать два музыкальных фестиваля, Formoz и Megaport. Доля Лима в The Wall была выкуплена в 2012 году, и из-за имущественных споров оба фестиваля были отменены в 2014 году. Они возобновились в следующем году благодаря Taiwan Rock Alliance. Под его же эгидой с 2000 года проводился отдельный концерт, изначально называвшийся «Скажи „нет“ Китаю», к годовщине инцидента 228. Позже он назывался «Скажи „да“ Тайваню» до 2007 года, затем его переименовали в «Тайваньский дух» (Spirit of Taiwan).
Chthonic должны были выступить во второй день музыкального фестиваля On the Pulse of Music в 2018 году, но выступление пришлось отменить, поскольку иммиграционный департамент Гонконга отказал Лиму в выдаче визы. Хотя Департамент иммиграции заявляет, что не комментирует отдельные случаи, письмо с отказом было опубликовано местным спонсором группы, Goomusic.
В 2020 году он вместе с тайваньской журналисткой Эмили У запустил подкаст на английском языке под названием Metalhead Politics, чтобы привлечь внимание международного сообщества к политическим проблемам Тайваня: «Важно, чтобы люди услышали, что здесь происходит, независимо от того, фанаты хэви-метала они или нет».

### Политическая деятельность

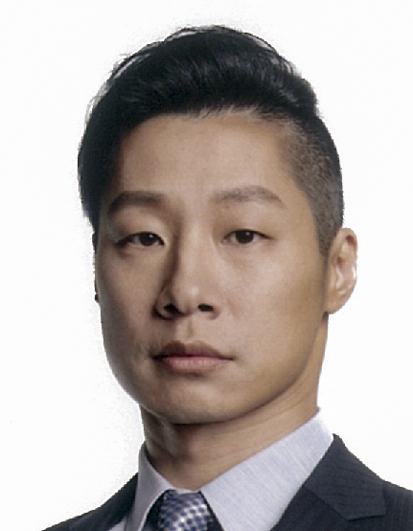
Фредди Лим в 2015 году

С 2010 по 2014 год Лим занимал пост главы Amnesty International Taiwan.
В январе 2015 года Фредди Лим основал партию «Новая сила». Через месяц он выдвинул свою кандидатуру на выборах 2016 года, желая побороться за место в Законодательном юане от округа Даань, которое занимал гоминьдановец Цзян Найсинь. Несколько недель спустя Лим уступил гонку кандидату от «Социал-демократической партии» Фань Юнь, решив вместо этого баллотироваться против действующего депутата от Гоминьдана Линь Юйфана в избирательном округе Чжунчжэн-Ваньхуа. «Демократическая прогрессивная партия» не выдвинула кандидатов в округе, решив поддержать Лима, который и одержал победу 16 января 2016 года. Лим был назначен в Комитет по иностранным делам и национальной обороне после вступления в должность. В октябре политик объявил о создании закрытого собрания по Тибету в Законодательном юане во главе с самим собой.
3 октября 2018 года Лим потребовал провести повторное расследование файлов резни на острове Леюй в 1987 году, чтобы принести извинения семьям жертв через представительство Вьетнама в стране, но министр национальной обороны генерал Янь Дэфа не согласился, заявив, что войска следовали правилам периода военного положения для казни, а затем добавил, что «слишком сложно идентифицировать умершего спустя столько времени». Это было единственное заявление правительства Китайской Республики по этой теме за 31 год после отмены военного положения в 1987 году.
В августе 2019 года Лим объявил, что покинет партию «Новая сила», чтобы поддержать Цай Инвэнь на президентских выборах на Тайване в 2020 году. Лим также заявил, что будет баллотироваться на переизбрание в Законодательный юань как независимый политик, что и сделал в январе 2020 года, во второй раз победив Линь Юйфана.
Центральная избирательная комиссия объявила 10 августа 2021 года, что петиция об отзыве Лима набрала достаточно поддержки (1 % подписей в его округе). 3 декабря 2021 года ЦИК объявил, что движение по отзыву против Лима собрало 27 362 действительных подписи, что превышает десятипроцентный порог, необходимый на втором этапе для запуска выборов по отзыву. Выборы по отзыву Лима состоялись 9 января 2022 года. Сторонники отзыва раскритиковали Лима за его реакцию на пандемию COVID-19 в его районе. Всего во время досрочного голосования было открыто 218 избирательных участков. Хотя голосов за отзыв Лима было больше, чем голосов против отзыва, низкая явка означала, что результат не имел обязательной силы.
В марте 2023 года Лим объявил, что уйдёт из политики и не планирует участвовать в парламентских выборах 2024 года, сославшись на необходимость ухода за больным родственником. В заключении он выразил поддержку «Демократической прогрессивной партии». Однако 27 ноября 2023 года он объявил, что вступил в «Демократическую прогрессивную партию» по настоянию вице-президента и кандидата в президенты от партии Лай Циндэ.

## Политические взгляды
Лим выступает за отмену смертной казни, и поддерживает легализацию однополых браков и употребления марихуаны на Тайване.